# Титаренко Юрій Леонтійович
Титаренко Юрій Леонтійович (13.VI 1936, с. Пінчуки Васильківського р-ну Київ, обл. 6.VI 2024 ) — український юрист, економіста, колишній ректор Донецького юридичного інституту Луганського державного університету внутрішніх справ України ім. Е. О. Дідоренка, генерал-лейтенант міліції, доцент, заслужений працівник МВС України.

## Біографія
Юрій Леонтійович закінчив у 1962 Харківський юридичний ін-т. Працював механізатором у колгоспі, був на комсомольській роботі.
З 1962 р. — у правоохоронних органах. Оперуповноважений відділу по боротьбі з розкраданням державної власності, від 1963 — ст. слідчий слідчого відділу УВС Запорізького облвиконкому.
Протягом 1964—70 рр. працював у партійних органах: інструктор і завідувач відділу Запорізького обкому КПУ, З 1970 р. — знову в системі органів внутрішніх справ: заст. начальника УВС Запорізького міськвиконкому; начальник УВС Запорізького облвиконкому (1976—1980).
У 1980—85 рр. — заступник міністра внутрішніх справ УРСР — начальник УВС Київського міськвиконкому;
У 1985-89 рр. — перший заступник начальника УВС Донецького облвиконкому.
У 1989-93 рр. — на викладацькій і педагогічній роботі. Спершу — начальник Донецької спеціальної СШ міліції.
З 1993 по 2003 — ректор Донецького ін-ту внутрішніх справ (Донецький юридичний ін-т при Донецькому національному ун-ті).

## Науковий доробок
Автор понад 100 наукових праць, в тому числі монографій і наукових статей.
Окремі праці: «Державотворення в Україні. Історія та сучасність: навчальний посібник», «Основи держави і права: навчально-методичний посібник» (обидві — 1998), «Організація управління в органах внутрішніх справ» (1999), «Судова бухгалтерія: навчально-практичний посібник» (2001) — всі чотири у співавторстві.

## Нагороди
Нагородженого орденом «Дружби народів».